# Emma Bardac

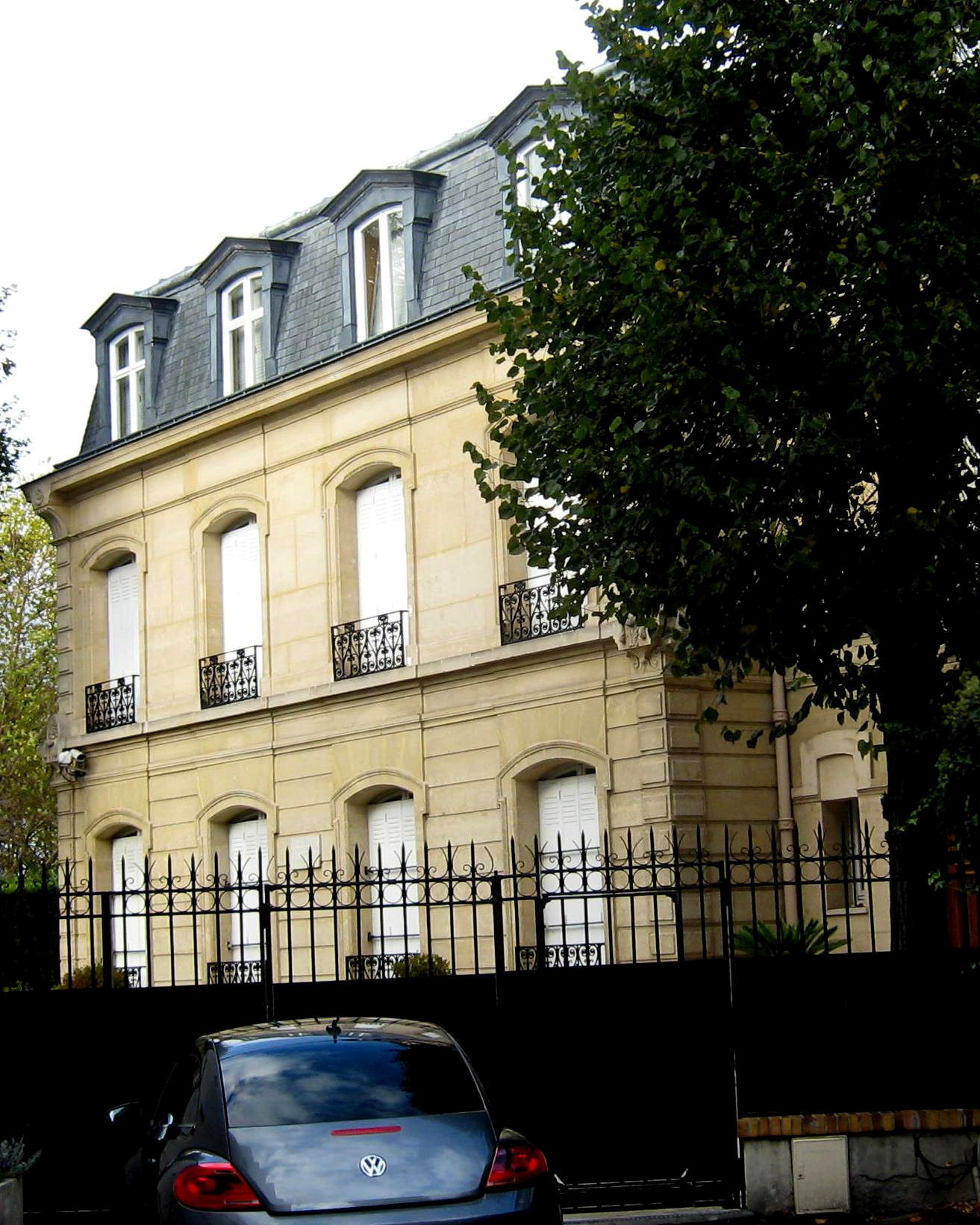
L'ultima casa di Debussy, ora al n. 23 di Square Avenue Foch, Parigi

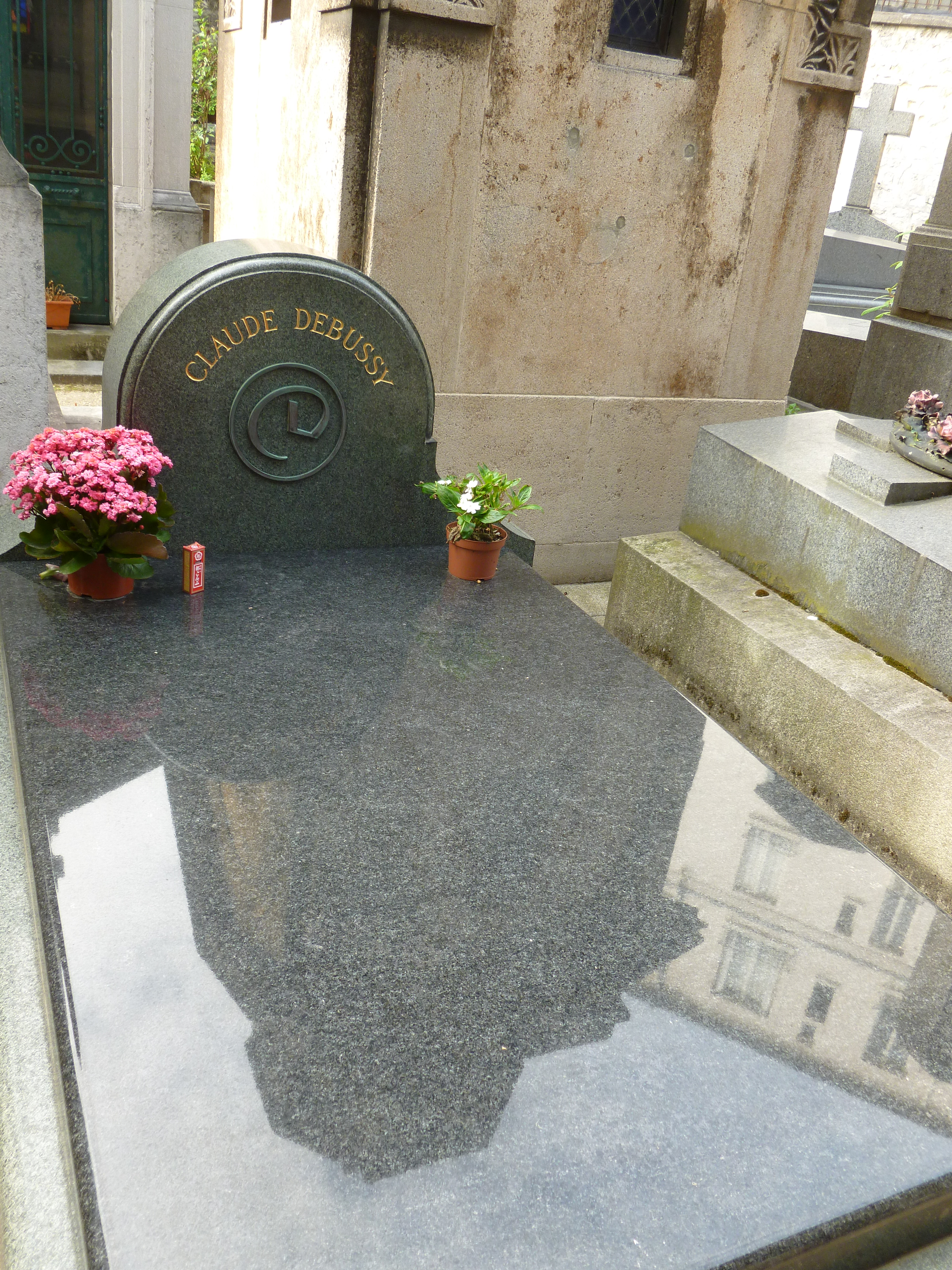
La tomba di Debussy al Cimitero di Passy

Emma Bardac (Bordeaux, 10 luglio 1862 – Parigi, 20 agosto 1934) fu la seconda moglie di Claude Debussy.

## Biografia
Di origini ebraiche, Emma sposò, a 17 anni, il banchiere parigino Sigismond Bardac, da cui ebbe due figli, Raoul e Régina-Hélène (in seguito Madame Gaston de Tinan (1892-1985)). Emma era una donna di bell'aspetto, intelligente e colta, musicista e cantante dilettante e una brillante conversatrice. Fu l'amante di Fauré che scrisse la sua Dolly Suite negli anni '90 per Régina-Hélène e La bonne chanson per Emma stessa.
Dopo la sua relazione con Fauré, Emma fu presentata a Debussy alla fine del 1903 da suo figlio Raoul, uno dei suoi studenti di composizione.All'inizio del 1904 erano già amanti e, nell'estate, dopo una vacanza segreta con lei sull' Isola di Jersey alla fine di luglio, Debussy scrisse a sua moglie Rosalie ("Lily") Texier annunciando la fine del loro matrimonio. Sconvolta la Texier tentò il suicidio sparandosi un colpo di revolver allo stomaco in Place de la Concorde. Lily sopravvisse, ma il proiettile, non potendo essere rimosso, rimase incastrato in una vertebra. Debussy dovette subire la riprovazione dei suoi amici e conoscenti e lo scandalo che ne seguì alienò Emma e Debussy da gran parte delle amicizie e dei familiari; nella primavera del 1905 fuggirono a Eastbourne in Inghilterra, dove finalizzarono i loro divorzi, Emma da Sigismond il 4 maggio, Debussy da Rosalie il 2 agosto. Ritornarono a Parigi in tempo per la nascita, il 30 ottobre, della loro figlia Claude-Emma, soprannominata "Chouchou", e dedicataria del suo Children's Corner composto nel 1908. La coppia acquistò una grande casa in un cortile vicino all'Avenue du Bois de Boulogne (ora Avenue Foch) dove Debussy risiederà per il resto della sua vita. La Bardac alla fine sposò Debussy nel 1908, la loro travagliata unione durò fino alla morte di Debussy 10 anni dopo, il 25 marzo 1918. Claude-Emma morì mentre si stava riprendendo dalla difterite nel 1919, poiché il dottore le diede un trattamento sbagliato, l'anno dopo la morte di suo padre. Emma Bardac morì nel 1934 e, come Claude-Emma, venne adagiata nella tomba di Debussy nel Cimitero di Passy a Parigi.

## Media
In un film documentario intitolato The Loves of Emma Bardac, diretto da Thomas Mowrey, il duo pianistico Katia e Marielle Labeque esegue una selezione di brani dei compositori Bizet, Fauré e Debussy. La Bardac è interpretata da Iza Teller in The Debussy Film di Ken Russell, uscito nel 1965, con Oliver Reed nel ruolo del protagonista.